# Besleria notabilis
Besleria notabilis là một loài thực vật có hoa trong họ Tai voi. Loài này được C.V.Morton mô tả khoa học đầu tiên năm 1938.

## Hình ảnh

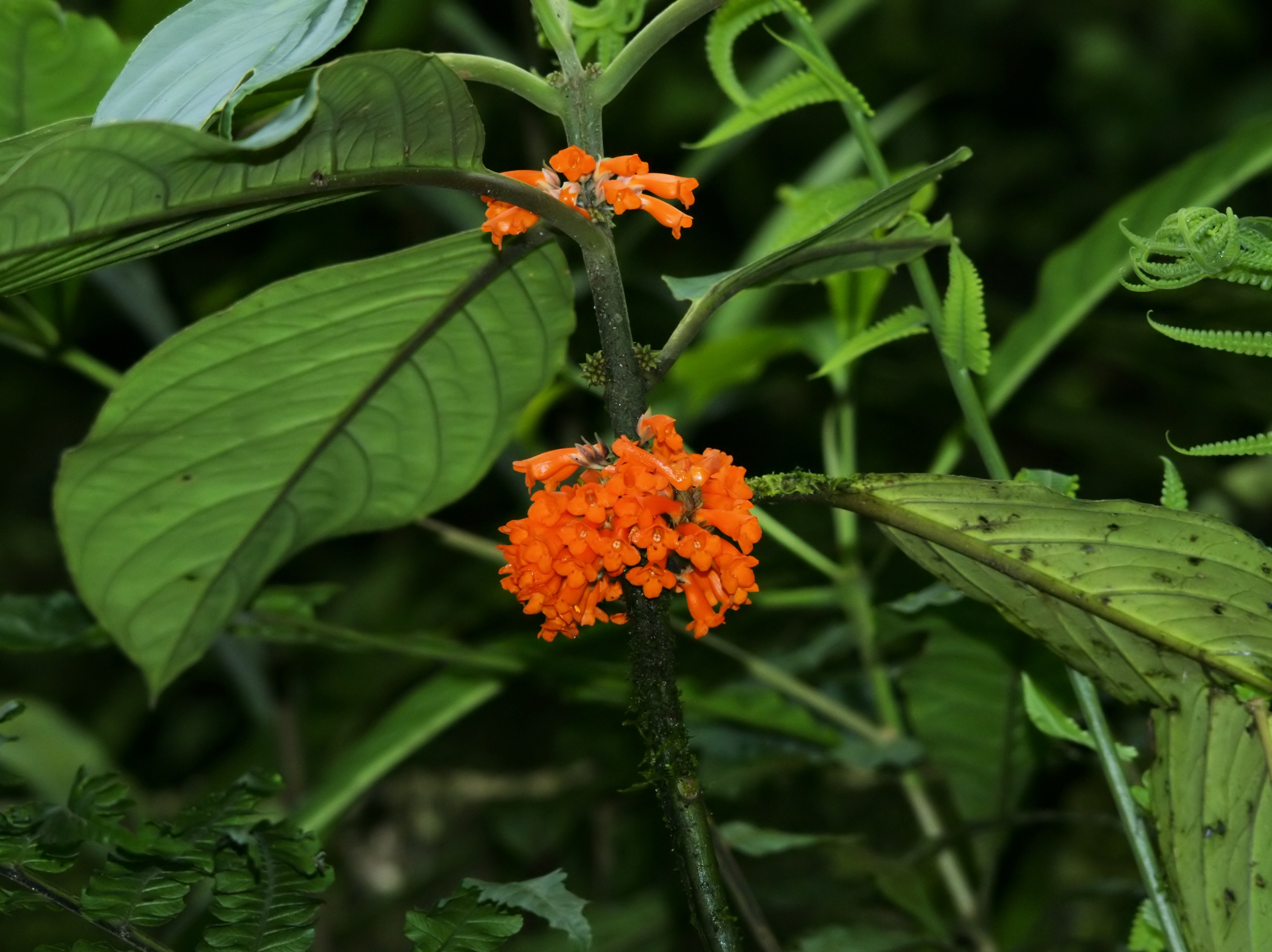